# Grote Prijs Jef Scherens
Grote Prijs Jef Scherens er et belgisk endagsløb i landevejscykling som arrangeres hvert år i august. Løbet er blevet arrangeret siden 1963. Løbet er af UCI klassificeret som 1.1 og er en del af UCI Europe Tour.

## Vindere
| År                   | Vinder                | Toer                   | Treer                    |
| -------------------- | --------------------- | ---------------------- | ------------------------ |
| 1963                 | Marcel Vanden Bogaert | Francesco Miele        | Walter Muylaert          |
| 1964                 | Norbert Kerckhove     | André Noyelle          | Gustaaf Van Vaerenbergh  |
| 1965                 | Fernand Deferm        | Eddy Merckx            | Emile Daems              |
| 1966                 | Herman Vanspringel    | Robert Lelangue        | Jos Huysmans             |
| 1967                 | Robert Lelangue       | Herman Vanspringel     | Remi Van Vreckom         |
| 1968 ikke arrangeret |                       |                        |                          |
| 1969                 | Frans Verbeeck        | Roger De Vlaeminck     | Roger Kindt              |
| 1970                 | Frans Verbeeck        | Raphaël Hooyberghs     | Jozef Abelshausen        |
| 1971                 | Frans Verbeeck        | Georges Pintens        | Edward Janssens          |
| 1972                 | Gustaaf Hermans       | Willem Peeters         | Omer Meeus               |
| 1973                 | Jan van Katwijk       | Victor Van Schil       | Théo van der Leeuw       |
| 1974                 | Freddy Maertens       | Rik Van Linden         | Frans Verbeeck           |
| 1975                 | Freddy Maertens       | Ronny Van De Vijver    | Eddy Merckx              |
| 1976                 | Frans Verbeeck        | Etienne Van der Helst  | Walter Naegels           |
| 1977                 | Walter Planckaert     | Wilfried Wesemael      | Benny Schepmans          |
| 1978                 | Frans Van Looy        | Gustaaf Van Roosbroeck | Frank Hoste              |
| 1979                 | Marcel Laurens        | Willy Teirlinck        | Frans Van Vlierberghe    |
| 1980                 | Ludo Delcroix         | Frans Van Looy         | Etienne Van der Helst    |
| 1981                 | Jan Raas              | Rudy Pevenage          | Seán Kelly               |
| 1982                 | Rudy Mathys           | Alfons De Wolf         | Ludwig Wijnants          |
| 1983                 | Adrie van der Poel    | Ronny Van Holen        | Jan Bogaert              |
| 1984                 | Ronny Van Holen       | Jan Wijnants           | Johan Lammerts           |
| 1985                 | Jozef Lieckens        | Willem Wijnant         | Géry Verlinden           |
| 1986                 | Jozef Lieckens        | Johan Capiot           | Luc De Decker            |
| 1987                 | Ronny Van Holen       | Dirk Clarysse          | Wilfried Peeters         |
| 1988                 | Patrick Schoovaerts   | Herman Raeymaekers     | Filip Noé                |
| 1989 ikke arrangeret |                       |                        |                          |
| 1990                 | Wilfried Peeters      | Corneille Daems        | Johan Devos              |
| 1991                 | Wilco Zuijderwijk     | Olaf Jentzsch          | Hendrik Redant           |
| 1992                 | Hendrik Redant        | Johan Museeuw          | Olaf Ludwig              |
| 1993                 | Frans Maassen         | Herman Frison          | Wilfried Peeters         |
| 1994                 | Mauro Bettin          | Johan Verstrepen       | Jans Koerts              |
| 1995                 | Erik Dekker           | Frank Corvers          | Léon van Bon             |
| 1996                 | Jans Koerts           | Andrzej Sypytkowski    | Wim Omloop               |
| 1997                 | Stéphane Hennebert    | Anthony Rokia          | Frank Høj                |
| 1998                 | Jo Planckaert         | Johan Verstrepen       | Raymond Meijs            |
| 1999                 | Marc Streel           | Michel Vanhaecke       | Gert Vanderaerden        |
| 2000                 | Dave Bruylandts       | Andy De Smet           | Nicki Sørensen           |
| 2001                 | Niko Eeckhout         | Björn Leukemans        | Geert Omloop             |
| 2002                 | Andreas Klier         | Robert Hunter          | Léon van Bon             |
| 2003                 | Thor Hushovd          | Roger Hammond          | Niko Eeckhout            |
| 2004                 | Allan Johansen        | Karsten Kroon          | Wouter Van Mechelen      |
| 2005                 | Joost Posthuma        | Björn Leukemans        | Rory Sutherland          |
| 2006                 | Marcel Sieberg        | Dirk Müller            | Sergej Lagutin           |
| 2007                 | Bram Tankink          | Janek Tombak           | Frédéric Amorison        |
| 2008                 | Wouter Mol            | Janek Tombak           | Kurt Hovelijnck          |
| 2009                 | Sebastian Langeveld   | Stijn Vandenbergh      | Frédéric Amorison        |
| 2010                 | Lars Boom             | Maxime Vantomme        | Fabian Wegmann           |
| 2011                 | Jérôme Pineau         | Kenny Dehaes           | Guillaume Van Keirsbulck |
| 2012                 | Steven Caethoven      | Stijn Neirynck         | Frédéric Amorison        |
| 2013                 | Bert De Backer        | Sep Vanmarcke          | Jasper Stuyven           |
| 2014                 | André Greipel         | Tom Van Asbroeck       | Danny van Poppel         |
| 2015                 | Björn Leukemans       | Dimitri Claeys         | Mark McNally             |
| 2016                 | Dimitri Claeys        | Pim Ligthart           | Roman Majkin             |
| 2017                 | Timothy Dupont        | Kenny Dehaes           | Justin Jules             |
| 2018                 | Jasper Stuyven        | Jonas Vangenechten     | Timothy Dupont           |
| 2019                 | Niccolò Bonifazio     | Hugo Hofstetter        | Timothy Dupont           |
| 2021                 | Niccolò Bonifazio     | Nacer Bouhanni         | Gianni Vermeersch        |
| 2022                 | Victor Campenaerts    | Zdeněk Štybar          | Alexander Kristoff       |
| 2023                 | Arnaud De Lie         | Stan Van Tricht        | Axel Laurance            |
| 2024                 | Markus Hoelgaard      | Mike Teunissen         | Milan Menten             |